# Dr. 90210
Dr. 90210 es una serie de reality show, que trata sobre la cirugía plástica en el rico barrio de Beverly Hills en Los Ángeles, California. La serie dio inicio en el año 2004. Dr. 90210 obtiene su nombre del código postal del núcleo de Beverly Hills, el nombre puede resultar a muchos televidentes familiar debido a la popular serie de los años 90 Beverly Hills, 90210.
El show es producido por E!, pero es transmitido por varios canales de televisión por cable, como Style Network. El show no solo se centra en las cirugías sino que también nos muestra la vida personal de los doctores y su familia. El show se caracteriza por mostrar una foto de los pacientes antes de la cirugía mostrando y explicando el problema a tratar, la cirugía con una descripción rápida del procedimiento por parte del doctor y al paciente luego de la operación pudiendo apreciar el resultado final.
El show además se centra en la vida y práctica del Dr. Robert Rey un cirujano que trabaja en Beverly Hills, pero también durante el transcurso del programa muestran las prácticas de otros cirujanos como el Dr. Linda Li, Dr. Jason Diamond, los hermanos Dr. Julián Omidi y el Dr. Michael Omidi, y el Ganador de Big Brother 2 Dr. Will Kirby.